# Cariye

Una cariye o concubina imperiale.

Cariye (in arabo جارية‎?, Jariya) era un titolo e un termine usato per la categoria di donne concubine schiave nel mondo islamico del Medio Oriente. Sono particolarmente conosciute nella storia dall'era dell'Impero ottomano dove esistettero legalmente fino alla metà del XIX secolo.

## Storia

### Significato generale
Il significato generale del termine cariye era una donna ridotta in schiavitù durante la guerra. Questa è rimasta la definizione formale del termine nel mondo islamico e i diritti della donna schiava erano regolati dalla legge islamica. Il termine cariye, in contrapposizione a schiava e/o concubina, è deliberatamente utilizzato per riferirsi a una 'serva dell'Harem'.
La riduzione in schiavitù delle donne era consentita solo durante la guerra e di una guerra ritenuta "giusta", ovvero contro i non musulmani. Solo una donna non musulmana poteva essere ridotta in schiavitù durante la guerra, poiché l'Islam vietava ai musulmani di ridurre in schiavitù altri musulmani.
Nella legge islamica, la riduzione in schiavitù di una donna era l'unico caso in cui il concubinato era legalmente consentito. Una donna presa come concubina cariye doveva obbedire al suo padrone maschio come avrebbe fatto con un marito. Tuttavia, i figli, maschi o femmine, di una concubina cariye e del suo padrone nascevano legalmente liberi. Essendo la madre dei figli del suo padrone, la concubina cariye non poteva essere venduta dal suo padrone a nessun altro e sarebbe stata anche automaticamente emancipata dopo la sua morte.

### Impero ottomano
Il sistema della cariye esistette nell'Impero ottomano fino al XIX secolo ed è più noto all'interno dell'harem imperiale ottomano della corte ottomana. Spesso era tradotto con il significato di "dama di compagnia".
Il sistema ottomano seguiva formalmente la legge islamica originale, ma nella pratica variava. Dopo la conquista della maggior parte del Medio Oriente da parte dell'Impero ottomano e dopo che i confini con l'Europa cristiana si erano arrestati, c'erano di fatto poche opportunità di catturare donne attraverso la guerra.
A causa del divieto generale di riduzione in schiavitù dei musulmani, la cariye non musulmana era invece fornita al mercato ottomano degli schiavi dall'Europa cristiana attraverso la tratta crimeana e la tratta barbaresca degli schiavi. Essendo provenienti da paesi non musulmani, con i quali l'Impero ottomano poteva essere considerato in una guerra passiva, il sistema si poteva considerare equivalente ai prigionieri di guerra ridotti in schiavitù, e quindi percepito come conforme alla legge islamica.
Quando la tratta crimeana degli schiavi fu chiusa dopo la conquista russa della Crimea nel 1783 (e la tratta barbaresca degli schiavi all'inizio del XIX secolo), la tratta schiavista delle cariye subì un'altra trasformazione. Da questo punto in poi, la maggioranza delle cariye erano circasse del Caucaso, con una parte minoritaria proveniente dalla tratta degli schiavi bianchi. Sebbene i circassi fossero normalmente musulmani, nel loro caso il divieto contro la schiavitù dei musulmani era trascurato e il loro status musulmano originale era un "segreto di Pulcinella".
La cariye era sempre considerata sessualmente disponibile per il padrone di casa, e se dava alla luce un figlio, non poteva più essere venduta. Era comune per una cariye essere liberata (manomessa). Tuttavia, una manomissione non comportava che una cariye fosse libera di lasciare semplicemente la casa. In una società musulmana basata sulla segregazione di genere, nella quale le donne vivevano in isolamento, non era possibile per una donna manomessa uscire semplicemente di casa e camminare per strada, poiché una donna libera non sposata senza famiglia non avrebbe avuto modo di sostenersi. Invece, la manomissione di una donna significava normalmente che per lei veniva organizzato un matrimonio; spesso il maschio stesso che liberava una donna la sposava, o faceva in modo che si sposasse con un altro uomo.
C'era una differenza tra le donne acquistate per essere domestiche di donne musulmane e le donne acquistate da uomini. Le schiave che erano formalmente proprietà di una donna musulmana, sebbene legalmente disponibili per il padrone di casa, potevano anche essere vendute dalla sua proprietaria.
Nella prima metà del XIX secolo, la schiavitù era considerata moralmente riprovevole nel mondo occidentale. Il sultano liberale Abdülmecid I, influenzato da queste opinioni, incluse le leggi contro la schiavitù tra le sue riforme occidentalizzate e bandì formalmente il sistema schiavista della cariye. Ciò fu, tuttavia, un divieto formale e nella realtà la figura della cariye continuò a essere presente in modo informale fino alla fine del XIX secolo.

#### Harem imperiale ottomano
Le cariye erano fornite all'harem imperiale ottomano attraverso la tratta crimeana e la tratta barbaresca degli schiavi, o reclutati all'interno dell'impero. Venivano selezionate le ragazze più belle e intelligenti e arrivavano all'harem da bambine. Venivano convertite all'Islam al loro arrivo e ricevevano un nuovo nome. Erano addestrate nella disciplina dell'harem di palazzo e nei conseguimenti per le quali avevano talento. Venivano in seguito promosse secondo le loro capacità.
La cariye era nel grado più basso delle donne nell'harem imperiale. Differivano dall'odalisca in quanto erano tutte formalmente concubine del sultano. Tuttavia, nella pratica, non potevano mai essere scelte per condividere il letto del sultano, e quindi spesso agivano come serve della valide sultan, delle mogli e dei figli del sultano.
Un cariye chi si dimostrava una servitrice preziosa poteva essere promossa a kalfa o usta, il che significava che guadagnava una retribuzione. Se una cariye non veniva promossa come kalfa o scelta come partner sessuale dal sultano, veniva manomessa dopo nove anni di servizio. Nei fatti, la sua manomissione avrebbe implicato che le era stato organizzato un matrimonio, poiché una donna libera non sposata senza famiglia non aveva mezzi per sostenersi nella società segregata per genere dell'Impero ottomano.
Le cariye con cui il sultano condivideva il suo letto divenivano membri della dinastia e salivano di rango fino a raggiungere lo status di gözde ("la favorita"), ikbal ("la fortunata"), kadin ("la madre di un bambino") o haseki sultan ("la consorte preferita"). La posizione più alta era la valide sultan, la madre legale del sultano, che era lei stessa una moglie o una cariye del padre del sultano e che era ascesa al rango supremo nell'harem. Nessuna cariye poteva uscire o entrare nei locali dell'harem senza l'esplicito permesso della valide sultan.
Il numero di donne nell'harem è contestato ed è possibile stimarlo solo in alcuni periodi. I contemporanei hanno affermato che nel 1573 c'erano 150 donne nel Nuovo palazzo e 1.500 nel vecchio palazzo, e che ce n'erano 1.100-1.200 nel 1604-1607, ma questi numeri sono probabilmente sovrastimati. Si stima che il numero effettivo di donne fosse 49 nel 1574 e 433 nel 1633. Nel XVIII e XIX secolo, il registro ufficiale del mevacib, che talvolta risulta preservato, rileva che l'harem conteneva 446 schiave durante il regno del sultano Mahmud I (r.1730-1754), 720 durante il sultano Selim III (r. 1789 –1808), e 473 durante il sultano Mahmud II (r.1808-1839).